# Luís da Câmara Pestana
Luís da Câmara Pestana (Funchal, Sé, 28 de outubro  de 1863 – Lisboa, São Jorge de Arroios, 15 de novembro de 1899) foi um higienista e professor universitário português que se destacou como um dos pioneiros da bacteriologia. Formou-se na Escola Médico-Cirúrgica de Lisboa (1889), com a tese O Micróbio do Carcinoma. Nomeado professor de Higiene, Medicina Legal e Anatomia Patológica daquela Escola em 1890, foi também cirurgião dos hospitais de Lisboa. Criou em 1892 o Instituto Bacteriológico de Lisboa, que hoje recorda o seu nome. Celebrizou-se ao demonstrar que o bacilo isolado na epidemia de Lisboa de 1894 não era o vibrião da cólera, afirmando-se como uma autoridade em matéria de higiene e saúde pública. Morreu prematuramente vítima da epidemia de peste que combatia na cidade do Porto. Fez parte de várias comissões científicas, nacionais e estrangeiras. Publicou numerosas obras sobre temática médica, com destaque para A Raiva em Portugal (1896, em colaboração com Miguel Bombarda) e Bakteriologische Untersuchungen über die Lissaboner Epidemie von 1894 (1898). Para além do instituto, o seu nome é ainda recordado num prestigioso prémio na área da microbiologia.

## Biografia
Luís da Câmara Pestana nasceu no Funchal, perto da rua que tem hoje o seu nome e na parte dela que pertence à freguesia da Sé, a 28 de outubro de 1863, filho de Jacinto Augusto Pestana Júnior, oficial da secretaria do governo civil do Distrito do Funchal, e de Helena Augusta da Câmara, descendente de uma antiga e distinta família madeirense. Tinha dois irmãos mais velhos, João e Tristão da Câmara Pestana.
Frequentou os estudos do Liceu do Funchal, partindo após a sua conclusão para Lisboa, onde frequentou os estudos preparatórios da Escola Politécnica. Concluídos estes, no ano de 1884 matriculou-se na Escola Médico-Cirúrgica de Lisboa, frequentando o curso de medicina.
Revelou-se um estudante brilhante e benquisto, conquistando a estima de condiscípulos e de professores. Terminado o curso, apresentou como tese de conclusão do seu curso médico um trabalho intitulado O micróbio do carcinoma, revelando nesse estudo a sua propensão para os trabalhos de laboratório. Foi aprovado a 24 de julho de 1889, iniciando logo diversos estudos na área da microbiologia.
A 6 de setembro de 1889 nasce, na casa número 20 do Pátio da Vila Maia, freguesia de Santa Isabel, em Lisboa, a sua única filha, Luísa da Câmara Pestana, fruto do seu relacionamento com Getúlia Maria Rosa, com quem vive, sem se casar, até ao fim de vida. A menina é baptizada no dia em que completa 1 ano, a 6 de setembro de 1890, na Igreja de Santa Isabel, em Lisboa.
Quando em 1890 surgiram notícias da descoberta de um meio de combater a tuberculose e foi necessário enviar a Paris e a Berlim um médico português para estudar os resultados da vacinação antituberculínica desenvolvida por Robert Koch, o Ministro do Reino, que então era Jacinto Cândido da Silva, a conselho dos professores Sousa Martins e Ferraz de Macedo, entregou a missão ao jovem Câmara Pestana.
Apesar dos atritos que se levantaram, em janeiro de 1891, Câmara Pestana partiu para Paris, encarregado de estudar bacteriologia onde e como quisesse, e de apurar o que se soubesse da pretendida descoberta de Koch.
Chegado a Paris, Câmara Pestana passou a frequentar os laboratórios e hospitais onde se fazia investigação clínica sobre as novas descobertas da bacteriologia, acompanhando as lições de André Chantemesse (1851-1919), os trabalhos clínicos do professor Pierre Charles Édouard Potain (1825-1901) e a investigação laboratorial de André-Victor Cornil (1837-1908). Terminado este curso, passou a frequentar o Instituto Pasteur, onde aprendeu com o grande cientista os processos de inoculação antirrábica, acabando o seu tirocínio no laboratório de Isidor Straus (1845-1896), onde iniciou a sua investigação sobre as toxinas do tétano.
Câmara Pestana conseguiu destacar-se no meio académico parisiense, apresentando a 27 de junho de 1891, sob a égide do professor Isidore Straus, da Faculdade de Medicina de Paris, uma comunicação numa sessão da Sociedade de Biologia. Apesar de apenas subsidiado por 4 meses pelo governo português, Câmara Pestana permaneceu à sua custa em Paris por um período mais longo, melhorando a sua formação profissional.
A direcção da Escola Médico-Cirúrgica de Lisboa, conhecedora dos raros méritos e conhecimentos especiais de Câmara Pestana, conseguiu a sua nomeação como preparador de bacteriologia da mesma Escola. Apesar dos meios técnicos de que dispunha serem insuficientes para os estudos a que queria consagrar-se, a sua vontade de ferro e o seu intenso e perseverante trabalho conseguiram que num ano se preparassem seis teses inaugurais inspiradas por ele, além de outros apreciáveis trabalhos originais a que se entregara.
Para encerrar o ano dos seus estudos e análises na Escola Médica, Câmara Pestana fez uma conferência na Sociedade das Ciências Médicas de Lisboa, em que apresentou os seus trabalhos, especialmente os que realizara sobre o tétano, iniciados em Paris e continuados em Lisboa.
Tendo ocorrido em Lisboa um sobressalto geral causado pelas notícias de que as águas da cidade se achavam inquinadas por princípios virulentos, acompanhadas pelo acréscimo súbito do número de vítimas de febre tifóide na cidade e arredores, o Ministro do Reino, então José Dias Ferreira, entendeu que era indispensável proceder a um exame científico rigoroso das águas de Lisboa.
Em consequência, por portaria de 21 de outubro de 1892, Câmara Pestana foi encarregado de proceder à análise das águas que abasteciam a cidade de Lisboa. Como não havia um laboratório que pudesse servir para esses trabalhos, foi necessário improvisar um, instalando-o num compartimento do Hospital de São José, anexa à antiga enfermaria de Santo Onofre, adaptada rapidamente ao novo destino. Os aparelhos requisitados do estrangeiro com urgência chegaram em remessas sucessivas. Como ajudante foi escolhido o açoriano Aníbal de Bettencourt, outro entusiasta da microbiologia, que depois seria o continuador da obra de Câmara Pestana.
Face ao sucesso obtido, o improvisado laboratório de análise de águas foi, por decreto de 29 de dezembro de 1892, transformado em Instituto de Bacteriologia de Lisboa, e Luís da Câmara Pestana foi nomeado seu primeiro director.
Câmara Pestana consagrou-se inteiramente à direcção do Instituto, conseguindo projectar os seus trabalhos na prática médica e mantendo uma notável presença entre a comunidade científica empenhada no estudo da bacteriologia. Publicou vários artigos e memórias grande valor científico na revista Medicina Contemporânea, na Revista de Medicina e Cirurgia, no Arquivo de Medicina e noutras publicações, as quais lhe granjearam os maiores elogios. Merecem destaque os seus trabalhos sobre a etiologia da febre tifóide e sobre o diagnóstico e soroterapia da difteria.
Em colaboração com Aníbal de Bettencourt escreveu diversos artigos sobre ciência médica, com destaque para o estudo bacteriológico da epidemia de Lisboa de 1894, o tratamento da raiva em Portugal pelo sistema Pasteur e as pequenas epidemias de febre tifóide (na Revista de Medicina e Cirurgia). Também publicou vários trabalhos escritos em alemão sobre a epidemia que em 1894 ocorreu em Lisboa, o bacilo da lepra, e outros temas de bacteriologia. Em português publicou um relatório sobre a análise bacteriológica das águas potáveis de Lisboa e um estudo sobre o tétano.
Tendo ganho reputação como bacteriologista, foi nomeado membro de importantes sociedades científicas, mantendo correspondência com vários cientistas estrangeiros, que em vários escritos lhe fizeram as mais elogiosas referências.
Quando, por morte do professor Sousa Martins, vagou um lugar de lente na Escola Médico-Cirúrgica de Lisboa, Câmara Pestana foi nomeado lente substituto, por decreto de 12 de maio de 1898. No concurso que precedeu a nomeação prestou provas brilhantes. Passou então a reger as cadeiras de Anatomia Patológica e Medicina Legal, tarefa que manteve até à sua morte.
Simultaneamente, Câmara Pestana fora médico do Hospital de São José, onde prestou excelentes serviços. A 17 de dezembro de 1889 passou a desempenhar ali interinamente o cargo de cirurgião do banco, sendo nomeado para a efectividade do lugar, após concurso, a 4 de dezembro de 1890. Em maio de 1895 transitou para o quadro dos cirurgiões extraordinários do mesmo estabelecimento. 
Quando em finais de 1899 se declarou uma epidemia de peste na Ribeira da cidade do Porto, Câmara Pestana foi nomeado em comissão de serviço público para estudar, com o director do posto de saúde municipal portuense e com alguns médicos estrangeiros, o valor dos soros contra a peste. Durante os trabalhos contraiu o germe daquela doença, tendo, sem saber que estava contaminado partido para Lisboa.
Chegando a Lisboa quando já se manifestavam os sintomas da doença, faleceu no Hospital de Arroios, onde tinha sido isolado, no dia 15 de novembro de 1899, pelas 12 horas do dia. Tinha apenas 36 anos. Foi sepultado no Cemitério do Alto de São João, em Lisboa.
As circunstâncias trágicas que determinaram a sua prematura morte, que ecoou lugubremente em todo o país, causaram emoção pública, sendo objecto de grande cobertura pela imprensa e deram origem a múltiplas homenagens. O rei D. Carlos I associou-se à homenagem, solicitando do Governo uma pensão para a viúva e filha. Na edição de 16 de novembro de 1899 do Diário Illustrado, pode ler-se a carta enviada pelo rei a José Luciano de Castro: “15-XI-1899. Meu caro José Luciano; Acabo de saber n’este momento a tristíssima notícia da morte do Pestana. É meu desejo que tão depressa as Câmaras reunam, o meu governo apresente às Côrtes um projecto de lei concedendo uma pensão à mãe e à filha do sábio professor Pestana, victima gloriosa do seu árduo dever. E quero que assim seja porque é à Nação a quem cumpre prestar homenagem à memória de quem, em vida, tanto a honrou. Teu amigo verdadeiro, El-Rei”.
Entre as homenagens prestadas à memória do ilustre médico, inclui-se ter sido dado ao Instituto de Bacteriologia de Lisboa, por decreto de 10 de agosto de 1902, o nome de Real Instituto Bacteriológico Câmara Pestana, hoje Instituto Bacteriológico de Câmara Pestana.
Em diversas povoações do país, incluindo Lisboa e Porto, existem topónimos homenageando Câmara Pestana. No Funchal, a sua cidade natal, também a rua onde nasceu ostenta o seu nome, o mesmo acontecendo ao Lazareto, em tempos o Manicómio Câmara Pestana, cuja fundação foi devida à iniciativa da sociedade civil madeirense. No jardim em frente do edifício onde funcionou, encontra-se sobre uma coluna de mármore, o busto em bronze de Câmara Pestana.
Na casa em que nasceu foi colocada, a 15 de novembro de 1913, uma lápide de mármore, que contém, alusiva ao facto, a seguinte inscrição: Casa onde nasceu em XXVIII de Outubro de MDCCCLXIII o insigne bacteriologista português, Dr. Luiz da Câmara Pestana, falecido em Lisboa aos XV dias de Novembro de MDCCCXCIX, vítima da peste bubónica que infestou a cidade do Porto, e a cujos estudos se dedicou com a maior abnegação e altruísmo humanitário. Homenagem da classe medica da Madeira. 1913.
Um dos mais prestigiosos prémios investigação científica existentes em Portugal tem o nome de Prémio Câmara Pestana, galardoando o trabalho científico sobre microbiologia realizado por pessoas, equipas de trabalho ou instituições portuguesas que se destaque no contexto nacional e internacional.